# Clémentine Morateur
Clémentine Morateur est une joueuse française de basket-ball, née le 18 novembre 1995 à Lyon.

## Biographie
Internationale U18 en 3×3, Clémentine Morateur aligne 9,2 points, 2,8 rebonds et 2,1 passes décisives lors de sa dernière saison avec l'INSEP en Ligue 2. Elle signe son premier contrat professionnel pour Tarbes Gespe Bigorre en disputant à la fois les rencontres de NF2 et 18 rencontres de LFB pour 1,8 point (38,5% aux tirs, 23,1% à trois points), 1 rebond, 0,9 passe décisive de moyenne. Non conservée, elle rejoint pour 2014-2015 les rangs de Toulouse pour former un duo avec Olivia Époupa sous la direction de Jérôme Fournier, entraîneur deux meneuses en équipe de France U20.
À Toulouse, elle dispute 23 matchs de championnat cette saison pour 1,3 point, 0,4 rebond, 0,4 passe décisive, 0.4 interception en 7 minutes par match. Après deux années en LFB, elle rejoint Reims Basket Féminin en Ligue 2 pour gagner plus de temps de jeu. En juin 2018, elle confirme porter les maillot rémois pour une deuxième saison consécutive.

En juin 2019, elle s'engage avec le club suisse Genève Elite Basket. 

Avec l'équipe de France de basket, elle a été internationale U16, U18 et U20. Elle a remporté une médaille de bronze aux Championnats d'Europe U16 et une médaille d'argent aux Championnats d'Europe U18.

## Clubs
- 2001-2006: AL Caluire Basket
- 2006-2010: AS Villeurbanne
- 2010-2013: Centre fédéral
- 2013-2014 : Tarbes
- 2014-2015 : Toulouse Métropole Basket
- 2015-2016 : Reims Basket Féminin
- 2016-2017 : AS Aulnoye-Aymeries
- 2017-2019 : Reims Basket Féminin
- 2019-2020 : Genève Elite Basket